# Potamonemus mambilorum
Potamonemus mambilorum is een krabbensoort uit de familie van de Potamonautidae. De wetenschappelijke naam van de soort is voor het eerst geldig gepubliceerd in 1992 door Cumberlidge & Clark.